# Damir Skomina
Damir Skomina (5. kolovoza 1976.) je slovenski umirovljeni nogometni sudac iz Kopra. Trenutačno radi kao analitičar sudačkih odluka – Oko sokolovo na Hrvatskoj radioteleviziji.

## Karijera
Jedan je od 12 nogometnih sudaca koji su sudili na Europskom nogometnom prvenstvu 2012. u Poljskoj i Ukrajini.
| Runda        | Datum            | Stadion                   | Momčad #1  | Rez. | Momčad #2 |   |   |
| ------------ | ---------------- | ------------------------- | ---------- | ---- | --------- | - | - |
| Skupina B    | 9. lipnja 2012.  | Stadion Metalist, Harkiv  | Nizozemska | 0:1  | Danska    | 3 | 0 |
| Skupina D    | 15. lipnja 2012. | Olimpijski stadion, Kijev | Švedska    | 2:3  | Engleska  | 4 | 0 |
| Četvrtfinale | 22. lipnja 2012. | PGE Arena, Gdanjsk        | Njemačka   | 4:2  | Grčka     | 2 | 0 |

19. lipnja 2018. sudio je prvu utakmicu skupine H na SP-u u Rusiji između Kolumbije i Japana (2 žuta kartona za Kolumbiju, a 1 za Japan), tada je Japan slavio s 2:1, dok je
28. lipnja 2018. sudio treću utakmicu skupine G između Engleske i Belgije  (2 žuta kartona za Belgiju). Tada je Belgija pobijedila rezultatom 1:0.